# NXT: The Great American Bash (2020)
L'édition The Great American Bash est une manifestation de catch (lutte professionnelle) produite par la World Wrestling Entertainment, une fédération de catch (lutte professionnelle) américaine, qui est diffusée et visible en streaming payant sur le WWE Network. Cet événement met en avant les Superstars de NXT, le club-école de la compagnie. L'événement a eu lieu les 1er juillet et 8 juillet 2020 au WWE Performance Center à Orlando (Floride). Il s'agit du huitième événement de The Great American Bash.

## Contexte
Les spectacles de la World Wrestling Entertainment (WWE) sont constitués de matchs aux résultats prédéterminés par les scénaristes de la WWE. Ces rencontres sont justifiées par des storylines – une rivalité avec un catcheur, la plupart du temps – ou par des qualifications survenues dans les shows de la WWE telles que Raw, SmackDown et NXT. Tous les catcheurs possèdent une gimmick, c'est-à-dire qu'ils incarnent un personnage gentil (Face) ou méchant (Heel), qui évolue au fil des rencontres. Un événement comme The Great American Bash est donc un événement tournant pour les différentes storylines en cours,.

## Tableau des matchs

### 1erjuillet
| Ordre par numéros                                                                         | Résultat                                           | Stipulation(s)                                                                                       | Temps |
| ----------------------------------------------------------------------------------------- | -------------------------------------------------- | --- | ----- |
| 1                                                                                         | Tegan Nox bat Candice LeRae, Dakota Kai et Mia Yim | Fatal 4-Way Elimination match La gagnante deviendra aspirante n°1 au titre féminin de la NXT         | 20:37 |
| 2                                                                                         | Timothy Thatcher bat Oney Lorcan par soumission    | Match simple                                                                                         | 11:32 |
| 3                                                                                         | Rhea Ripley bat Aliyah et Robert Stone             | 1-on-2 Intergender Handicap match Si Rhea Ripley perd, elle devra rejoindre le clan de Robert Stone. | 10:03 |
| 4                                                                                         | Dexter Lumis bat Roderick Strong                   | Strap match                                                                                          | 16:00 |
| 5                                                                                         | Io Shirai bat Sasha Banks (avec Bayley)            | Match simple                                                                                         | 14:01 |
| La lettre C placée entre parenthèses désigne la personne ou l’équipe championne en titre. |                                                    | |       |

### 8 juillet
| Ordre par numéros                                                                         | Résultat | Stipulation(s)                                                                      | Temps |
| ----------------------------------------------------------------------------------------- | --- | ----------------------------------------------------------------------------------- | ----- |
| 1                                                                                         | Candice LeRae bat Mia Yim | Street Fight match                                                                  | 15:51 |
| 2                                                                                         | Bronson Reed bat Tony Nese | Match simple                                                                        | 5:18  |
| 3                                                                                         | Johnny Gargano bat Isaiah "Swerve" Scott                                                                                       | Match simple                                                                        | 14:18 |
| 4                                                                                         | Legado del Fantasma (Santos Escobar, Joaquin Wilde et Raul Mendoza) bat Drake Maverick et Breezango (Fandango et Tyler Breeze) | 6-Man Tag Team match                                                                | 10:38 |
| 5                                                                                         | Mercedes Martinez bat Santana Garrett                                                                                          | Match simple                                                                        | 2:39  |
| 6                                                                                         | Keith Lee (c) bat Adam Cole (c)                                                                                                | Winner Takes All match pour les NXT North American Championship et NXT Championship | 19:55 |
| La lettre C placée entre parenthèses désigne la personne ou l’équipe championne en titre. | |                                                                                     |       |